# Тухват Мурат
Тухват Фаттахетдинович Муратов (баш. Төхфәт Фәттәхетдин улы Моратов), известный под псевдонимом Тухват Мурат (Төхфәт Морат; 1906—1944) — башкирский поэт и переводчик, журналист. Участник Великой Отечественной войны.

## Биография
Родился 21 января 1906 года в деревне Ишембетово Орского уезда Оренбургской губернии, ныне Зилаирского района Республики Башкортостан. Учился в медресе родной деревни.
В 1922 году окончил школу и поступил в Темясовское фабрично-заводское училище. После учится в Оренбургском башкирском педагогическом техникуме.
С 1927 года является редактором издательства «Башкнига», а после сотрудником журнала «Үктәбер» («Сэсэн»).
В 1936—1941 гг. работал инспектором районного отдела образования Хайбуллинского района, заведующим учебной частью Акъярской башкирской средней школы. В 1940 году вступил в ряды ВКП (б).
В 1942 году уходит добровольцем на фронт. Был дважды тяжело ранен, награждён орденом Красной Звезды. Погиб 27 декабря 1944 года в одном из боёв за освобождение Латвии на Курзимских высотах (возле д. Будэниске, Латвийская ССР).
О, наша жизнь! Мне жить хотелось очень

И мстить хотелось до конца врагу.

Но не подняться и не встать, короче —

Вторую жизнь прожить я не могу.

А если б смог! Опять месил бы глину,

За Родину б поруганную мстил.

Ворваться бы на улицы Берлина!

Единственной мечтой дышал и жил...

## Творческая деятельность
Начал печататься в середине 1920-х годов в газетах «Башкурдистан», «Башкортостан йэштэре» и других. Является автором исторической повести «Шәрәфи ҡасҡын» («Шарафи-беглец»; произведение не сохранилось, отдельные главы опубликованы в 1930 и 1935 в журнале «Сэсэн»), который был создан по мотивам башкирской народной песни «Аргужа».
Стихотворения, которые были написаны во время Великой Отечественной войн, были включены в коллективные сборники «Йыр сафта ҡала» (1960; «Песня остаётся в строю») и «Окопта яҙылған шиғырҙар» (1975; «Стихи, написанные в окопах»).
Тухватом Муратом были осуществлён перевод на башкирский язык повести В. Г. Короленко «В дурном обществе» («Йүнһеҙҙәр йәмғиәтендә», 1935). На его стихи написаны песни композитором И. И. Дильмухаметовым, отдельные поэтические произведения были использованы в опере Д. Д. Хасаншина «Бөйөк рядовой» (1975; «Великий рядовой»).
Кроме того занимался сбором и изучением памятников башкирского фольклора, интересовался и научными проблемами в области методики преподавания, педагогики, языкознания. Тухват Мурат одним из первых приступил к разработке «Толкового словаря башкирского языка», которая, к сожалению, была сорвана начавшейся войной. Рукопись его словаря, хранящаяся в Институте истории, литературы и языка УНЦ РАН, сегодня является одним из важных источников для языковедов, легла в основу современных изданий «Толкового словаря башкирского языка».

## Семья
- Отец — Муратов Фаттахетдин (Фаттах) Аллагуватович — офицер, полный кавалер Георгиевских крестов, преподаватель медресе деревни Ишимбетово, член Якуповского сельского совета[5].
  - Братья:

Муратов Амир Фаттахович (1926—2003) — педагог, журналист, участник Великой Отечественной войны. Заслуженный учитель Башкирской АССР. С 1943 года служил артиллеристом, награждён медалью «За отвагу», орденом Отечественной войны II степени. Член Союза журналистов СССР и Башкирской АССР. Автор книг: «Память: (Записки фронтовика)» (1991.), «Анкета Победы» (1994), «Судьба Земли» (1994).
Муратов Ахмет Фаттахович (1908—?) — участник Великой Отечественной войны. Награждён медалью «За отвагу»
- Жена: Муратова (Арсланова) Хадича (Хадиса)  Галеевна (Мухаметгалеевна) (1913 - 1983) (свидетельство о браке №12 20 августа 1940г. д.Акъяр БАССР) - учитель, ветеран труда
- Дочь: Муратова Флюра Тухватовна (1940 - 2016) - инженер-конструктор, ветеран труда

## Память
Именем Тухвата Мурата названы улицы в сёлах Юлдыбаево Зилаирского района и Акъяр Хайбуллинского района Республики Башкортостан.